# Rennert (Karolina Północna)
Rennert – miasto w Stanach Zjednoczonych, w stanie Karolina Północna, w hrabstwie Robeson.